# IC 4181
IC 4181 ist eine Spiralgalaxie vom Hubble-Typ S im Sternbild Coma Berenices am Nordsternhimmel. Sie ist schätzungsweise 889 Millionen Lichtjahre von der Milchstraße entfernt und hat einen Durchmesser von etwa 100.000 Lj. Möglich ist eine gravitative Bindung mit IC 4183.
Das Objekt wurde am 27. Januar 1904 vom deutschen Astronomen Max Wolf entdeckt.